# Palazzetto Venezia
Le Palazzetto Venezia (anciennement appelé Palazzetto di San Marco) est un palais d'origine Renaissance situé sur le côté de la Piazza Venezia, dans le centre historique de Rome. 

## Histoire et description

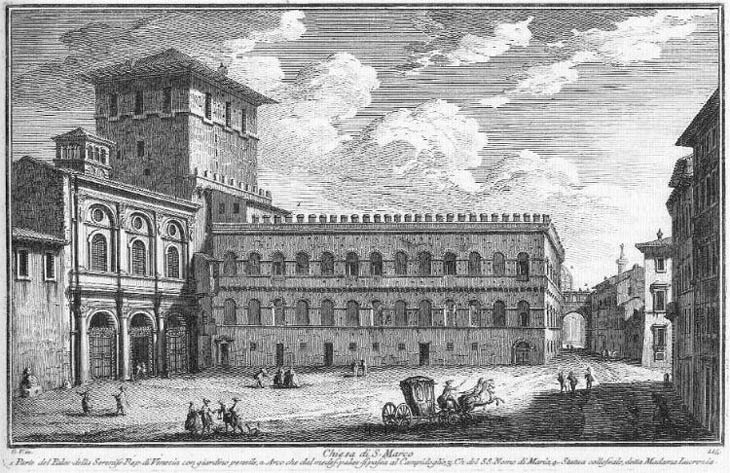
Gravure de Giuseppe Vasi représentant l'Église de San Marco, vue du S-O ; au centre, le Palazzetto Venezia (maintenant déplacé) et l' Arc reliant le Palazzetto Venezia au monastère de S. Maria in Aracoeli, derrière lequel est visible la colonne Trajane.

Le Palazzetto était à l'origine relié au Palazzo Venezia actuel (plus connu), lorsque les deux étaient indiqués comme deux bâtiments adjacents du Palazzo San Marco, tout comme San Marco était le nom de la place. Le Palazzetto était également directement relié à la tour démolie de Paul III par une longue arche à colonnades caractéristique appelée Arco di San Marco, qui a également disparu aujourd'hui. 
Cet ancien bâtiment a été démoli en 1909 en raison de l'agrandissement de la place et de la mise en valeur du monument dédié à Vittorio Emanuele II (Vittoriano). Par conséquent, le bâtiment a été reconstruit, avec plusieurs changements architecturaux importants (en particulier, le plan trapézoïdal caractéristique et inhabituel est finalement devenu carré), du côté de la Piazza Venezia agrandie, ou du côté opposé à la basilique San Marco par rapport à la position précédente, où il se trouve encore. Le nouvel emplacement a eu lieu au détriment d'un jardin public présent sur cette zone. 

## Usages
Anciennement siège diplomatique de la république de Venise jusqu'à la chute de cet État avec le traité de Campoformio (en 1797), il devint par la suite le siège diplomatique de l'Empire austro-hongrois. Enfin, en 1916, il est devenu la propriété de l'État italien: en 1925, sous le fascisme, il a été utilisé comme résidence pour les fonctionnaires et lieu de représentation. 
À ce jour, il est utilisé à des fins culturelles par la Société italienne pour l'organisation internationale, comme par exemple des expositions d'art temporaires.

## Galerie d'images

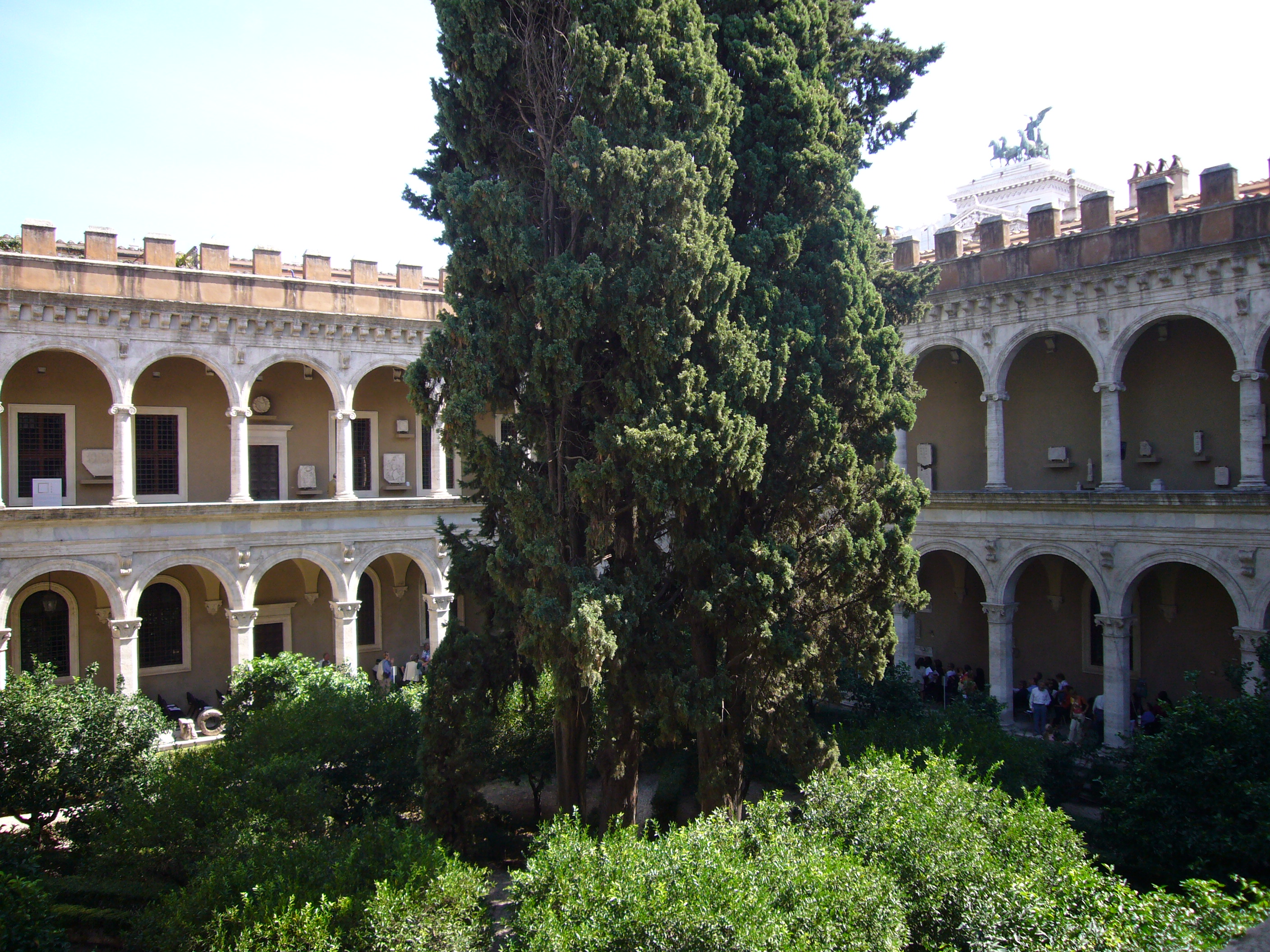
La cour du Palazzetto Venezia
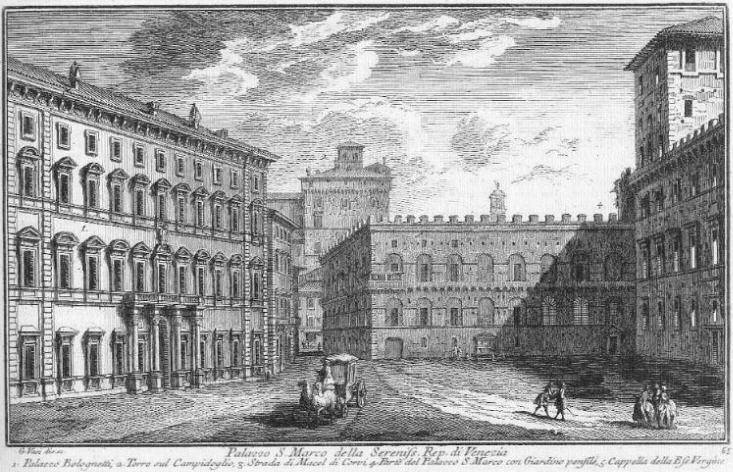
Vue de Giuseppe Vasi (1761) représentant la Piazza Venezia de l'époque. En face, le Palazzetto Venezia dans sa position d'origine, à gauche se trouve le Palazzo Bolognetti-Torlonia démoli: en arrière-plan, la Tour de Paolo III également démolie.

## Articles associés
- Palazzo Venezia
- Piazza Venezia